# Ламрим
Ламрим (тиб. - букв. «Этапы Пути») – текстуальная форма руководства к ступеням Пути к полному просветлению в соответствии с учением Будды, распространённая среди тибетских буддистов. В истории тибетского буддизма было много различных версий "Ламрим", представленных различными учителями школ ньингма, кагью и гелуг. Однако все версии "Ламрим" представляют собой развитие и варианты с дополнениями фундаментального текста «Бодхипатхапрадипа» ("Светоч на Пути к Пробуждению"), написанного в XI столетии выдающимся буддийским учителем Атишей.

## Этимология
«Лам» (тиб. lam) — путь, дорога. «Рим» (тиб.
rim) — этап, ступень, последовательность. Ламрим – ступени или этапы пути.

## История
Когда Атиша, создатель оригинального (первоначального) санскритского текста "Бодхипатхапрадипы" (тиб. -"Ламрима"), прибыл в Тибет из Индии, к нему обратились с просьбой о полном и общедоступном изложении учения , чтобы устранить ошибочные воззрения, в особенности возникавшие из очевидных противоречий в  сутрах и в комментариях к ним.
Исходя из этой просьбы, он стал преподавать учение в том виде, который стал известен тибетцам, как ламрим. За это ему впоследствии воздали почести пандиты из его альма-матер в Индии, монастырского университета Викрамашила. Передача учения Атишей позднее стала известна в Тибете как традиция  кадам.
Монах школы кадам по имени  Гампопа (1079 - 1153), ученик знаменитого тибетского  йогина и учителя  Миларепы, преподавал ламрим своим последователям как путь  постепенного духовного развития. Его описание ламрима, в русском переводе известное как «Драгоценное украшение Освобождения», по сей день изучается в различных школах тибетского буддизма, принадлежащих к традиции кагью.
Цонкапа (1357 - 1419), основатель школы гелуг, в рамках которой передаётся основанное Атишей учение кадам, создал свой шедевр по ламрим: "Большое руководство к этапам Пути Пробуждения (ламрим-ченмо)", который содержит более 450 страниц в восьми книгах и базируется на первоисточниках. Существует также сокращённый вариант текста Цонкапы по ламрим из двухсот страниц и краткий вариант (ламрим-дудон), который ежедневно декламируется последователями гелуг и состоит из десяти страниц.

## Философия
Исходный пункт ламрима состоит в классификации практикующих буддистов с выделением  трёх типов в зависимости от особенностей их религиозной мотивации.
В данной классификации игнорируются личности, чьи мотивы вращаются вокруг обеспечения своего  благополучия  этой жизни. Минимальное требование для духовной практики имплицитно устанавливается на уровне стремления индивида к обретению благоприятного перерождения.
Чжу Атиша в «Светоче на пути к Пробуждению» (стих 2) написал, что с позиции махаяны  необходимо выделять три типа личности:
1. низшие личности;
2. средние личности;
3. высшие личности.

Низшие личности ищут счастья в пределах сансары; ими движет забота о следующей жизни (после смерти).
Средние личности ищут обретение покоя для самих себя путём отказа от мирских удовольствий. Они приняли твёрдое решение выйти из сансары на пути  пратьекабудд и шравакабудд в соответствии с учением Хинаяны.
Высшие личности устремлены к Пробуждению ради избавления от страданий всех существ. Это путь самьяксамбудд в соответствии с учением Махаяны.

### Классические книги Ламрим

#### Кадам и Гэлуг (18 трактатов)
В школе Гэлуг, продолжающей традицию Кадам, существуют следующие восемнадцать классических трудов по ламриму:

##### Основные ламримы
- Атиша. Светоч на пути к Пробуждению = Bodhipathapradīpa // Чже Цонкапа Большое руководство к этапам пути Пробуждения  / Перевод А. Кугявичюса, под ред. А. А. Терентьева. — СПб.: Нартанг, 1995. — Т. 2. — С. 133—146.

- Чжэ Цонкапа. Большое руководство к этапам Пути Пробуждения = lam rim chen mo / Перевод А. Кугявичюса, под ред. А. А. Терентьева. — 3-е. — СПб.: Нартанг, 2010. — Т. 1-2. — 2384 с. — 1000 экз. — ISBN 978-5-901941-21-8.

- Lama Tsongkhapa.. Middle Length Lam-Rim with Trijang Rinpoche’s Additional Outlines = lam rim ‘bring po (англ.) (PDF). Jangchup Lamrim teachings by H. H. the 14th Dalai-Lama of Tibet. Jangchup Lamrim Teaching Organizing Committee (июль 2012). — Unpublished DRAFT translation (May 2012) by FPMT, Inc. Translated by Philip Quarcoo. Дата обращения: 17 августа 2012. Архивировано из оригинала 17 августа 2012 года.

- Чже Цонкапа. Краткие основы практики постепенного Пути Пробуждения = lam rim bsdus don / lam rim nyams mgur // Чже Цонкапа Большое руководство к этапам пути Пробуждения  / Перевод А. Кугявичюса, под ред. А. А. Терентьева. — СПб.: Нартанг, 1995. — Т. 2. — С. 166—175.

- Далай-лама III Сонам Гьяцо. Ламрим Сершунма. Сущность практики Ламрим Дже Цзонхавы = lam rim gser zhun ma / Перевод, ред. Б. Очирова. — Улан-Удэ, 1998. — 52 с. — 750 экз.

- Pan.chen bLo.bzang Chos.kyi rGyal.mtshan. Простой путь – Этапы пути к Пробуждению = lam rim bde lam.

- rGyal.mchog sKu.phreng lNga.pa Chen.po Ngag.dbang bLo.bzang rGya.mtsho. Священные слова Манджушри – Этапы пути к Пробуждению = lam rim ‘jam dpal zhal lung.

- Pan.chen bLo.bzang Ye.shes. Быстрый путь – Этапы пути к Просветлению = lam rim myur lam.

- Dwags.po sGom.chen Ngag.dbang Grags.pa. Сущность красноречия – Этапы пути к Пробуждению = lam rim legs gsung nying khu.

- Пабонка Ринпоче. Освобождение в наших руках: краткие наставления об этапах Пути к Просветлению = lam rim rnam grol lag bcangs / Перевод на нем. Клаудии Велнитц, перевод на рус. И. С. Урбанаевой. — 1-е. — Новосибирск - Улан-Удэ: Ганден, 2003. — Т. 1. — 350 с.

##### Остальные трактаты
- Чже Цонкапа. Три Основы Пути = lam gtso rnam gsum // Буддизм России : журнал  / Перевод М. Н. Кожевниковой. — СПб.: Нартанг, 1999. — № 31. — С. 26—27.

- Чже Цонкапа. Основы всех благих качеств = yon tan gzhir gyur ma / Перевод И. С. Урбанаевой. Архивировано 26 января 2013 года.

- Bhikshu Tsong Khapa Lo Sang Drag pay pal. Destiny Fulfilled. Tsong Khapa's Education As A Song of Realization (англ.) = rtogs brjod mdun legs ma // Robert A.F. Thurman Life and Teachings of Tsong Khapa  / Пер. Alex Berzin, Sherpa Tulku and Glen Mullin. — Library of Tibetan Works & Archives, 1982. — P. 40—46. Архивировано 18 августа 2012 года.

- kong po bla ma ye shes brtson ‘grus. Essence of Nectar = lam rim bdud rtsi snying po / Пер. Geshe Lobsang Tharchin, при участии Benjamin-а и Deborah Alterman. — 2-е, испр., илл. — Paljor Publications, 2002. — 106 с. — ISBN 8185102023, 9788185102023.

- rje dge ‘dun ‘jam dbyangs. Южная линия − Этапы пути к Пробуждению = lho rgyud lam rim.

- a mdo bla ma dge ‘dun bstan ‘dzin rgya mtsho. Трактат Жамара Пандиты по этапам пути к Пробуждению = zhwa dmar lam rim.

- a mdo bla ma dge ‘dun bstan ‘dzin rgya mtsho. Трактат Жамара Пандиты по випашьяне = a mdo bla ma dge ‘dun bstan ‘dzin rgya mtsho.

- Trijang Rinpoche.. Middle Length Lam-Rim with Trijang Rinpoche’s Additional Outlines = lam rim ‘bring po’i sa bcad (англ.) (PDF). Jangchup Lamrim teachings by H. H. the 14th Dalai-Lama of Tibet. Jangchup Lamrim Teaching Organizing Committee (июль 2012). — Unpublished DRAFT translation (May 2012) by FPMT, Inc. Translated by Philip Quarcoo. Дата обращения: 17 августа 2012. Архивировано из оригинала 17 августа 2012 года.

#### Кагью
- Дже Гампопа. Драгоценное Украшение освобождения = dam chos yid bzhin nor bu rin po che'i rgyan / Перевод Б. Р. Ерохина, ред. Б. И. Загумённова. — 2-е. — СПб.: Карма Йеше Палдрон, 2005. — XXXII с. + 304 с. — ISBN 5-94121-005-1.
- Phagmodrupa. Engaging by Stages in the Teachings of the Buddha / Пер. Terence Barrett, Werner Bruns. — Munich: Otter Verlag, 2008. — Т. 1-2. — 229 с. — ISBN 3933529212, 9783933529213.

#### Ньингма
- Минлинг Тэрчен Гюрмэд Дорджи. Драгоценная лестница. Ламрим школы нингма* / Пер с тиб. Tsepak Rigzin, пер. с англ. Фарида Маликова. — 2-е. — СПб.: Ясный Свет, 2003. — 250 с. — ISBN 5-87761-017-1, 81-85102-76-7.
- Патрул Ринпоче. Слова моего всеблагого учителя = kun bzang bla ma'i zhal lung / Пер. с тиб., ред. Сонам Т. Кази. Пер. с англ. Ф. Маликова, ред. Т. Науменко, А. Кулик. — СПб.: Уддияна, 2004. — 536 с. — (Классика буддизма). — 1000 экз. — ISBN 5-94121-024-8. Архивировано 9 декабря 2012 года.

- Jigme Lingpa. Treasury of Precious Qualities = yon tan mdzod / Пер. Padmakara Translation Group. — 2-е, илл., испр.. — Boston: Shambhala Publications, 2010. — Т. 1. — 576 с. — ISBN 1590307119, 9781590307113.

#### Сакья
- Соднам-Цзэмо. Дверь, ведущая в учение = chos la 'jug pa'i sgo / Перевод с тибетского, послесловие и комментарий Р.Н.Крапивиной. Ответственный редактор Л.Н.Меньшиков. — СПб., 1994. — 224 с..

#### Джонанг
- Таранатха. Источник амриты. Ступени наставлений для людей трех типов, вступающих на путь учения Будды / Пер. с тиб. Вилла Бейкер (Лама Палмо), пер. с англ. Вагид Рагимов, ред. Павел Батюк. — Москва: Центр "Джонангпа", 2010. Архивировано 9 августа 2012 года.

### Современные книги Ламрим и комментарии к ним
- Practicing the Path: A Commentary on the Lamrim Chenmo, Yangsi Rinpoche, Wisdom Publications, ISBN 0-86171-346-X
- Steps on the Path to Enlightenment, Volume 1: A Commentary on the Lamrim Chenmo, The Foundational Practices, by Geshe Lhundub Sopa, Wisdom Publications, ISBN 0-86171-303-6
- Steps on the Path to Enlightenment, Vol.2: Karma : A Commentary on the Lamrim Chenmo by Geshe Lhundub Sopa, Wisdom Publications, ISBN 0-86171-481-4
- Illuminating the Path to Enlightenment, TDL Publications, ISBN 0-9623421-6-5
- Joyful Path of Good Fortune: The Complete Buddhist Path to Enlightenment, Tharpa Publications (2nd. ed., 1995) ISBN 978-0-948006-46-3
- The New Meditation Handbook: Meditations to Make Our Life Happy and Meaningful, Tharpa Publications (2003) ISBN 978-0-9817277-1-4
- Path to Enlightenment in Tibetan Buddhism, Geshe Acharya Thubten Loden, Tushita Publications, ISBN 0-646-16500-3
- Meditations on the Path to Enlightenment, Geshe Acharya Thubten Loden, Tushita Publications, ISBN 0-646-27043-5
- Essence of the Path to Enlightenment, Geshe Acharya Thubten Loden, Tushita Publications, ISBN 0-646-34241-X
- How to Meditate, Kathleen McDonald, ISBN 0-86171-341-9
- Еше-Лодой Ринпоче. Краткое объяснение сущности Ламрима / Пер. с тиб. Жаргал Урабханов. — Спб. — Улан-Удэ: Нартанг — Нютаг, 2002. — 320 с. — 1000 экз. — ISBN 5-901941-03-9.

### Научная литература
- Гулгенова А. Ц.. Ламрим в традиции тибетского буддизма // Вестник Бурятского государственного университета. Философия : журнал. — 2016. — ISSN 1994-0866.
- Дарибазарон Д. Э.. Ламрим как жанр тибетской буддийской литературы // Вестник Бурятского государственного университета. Философия : журнал. — 2015. — ISSN 1994-0866.
- Урбанаева И. С., Лощенков А. В.. Первоисточники учения о стадиальности пути в индо-тибетской Махаяне // Вестник архивиста : журнал. — 2023. — № 4. — С. 971—982. — ISSN 2073-0101.